# John Gordon (arbitre)
John Robertson Proudfoot Gordon, né le 2 février 1930 à Inverness et mort 26 mars 2000 à Dundee, était un arbitre écossais de football.

## Carrière
Il avait officié dans des compétitions majeures : 
- Coupe d'Écosse de football 1972-1973 (finale)
- Coupe du monde de football de 1978 (2 matchs)